# Bateria CR-V3

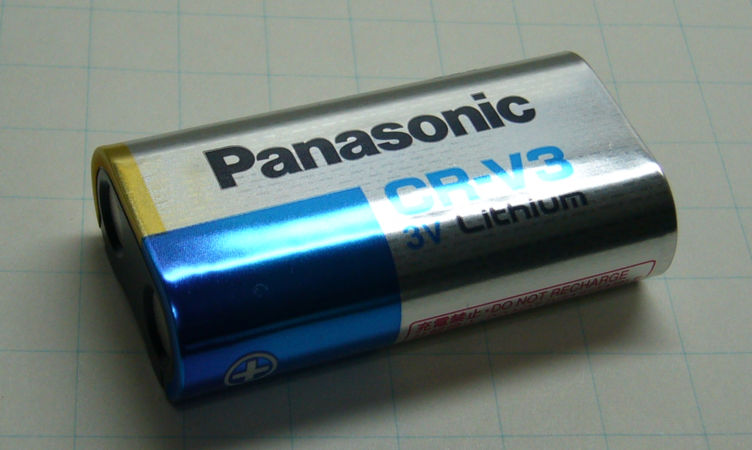
Bateria CR-V3

Bateria CR-V3 – bateria charakteryzująca się napięciem znamionowym 3,0 wolta i pojemnością rzędu 2500 – 3000 mAh. Bateria ma kształt zaokrąglonego prostokąta o długości ok. 52,0 mm, szerokości 28,3 mm, grubości 14,6 mm i masę od 31,8 do 38,2 grama. Bateria ta złożona jest z dwóch szeregowo połączonych litowych ogniw AA (FR6 opartych na chemii litowo-żelazowej). Inne oznaczenie baterii to LB-01 lub CRV3.
Baterie te stosowane są w aparatach cyfrowych, głównie firm Kodak (modele z serii DX i CX) i Olympus (seria digicams).

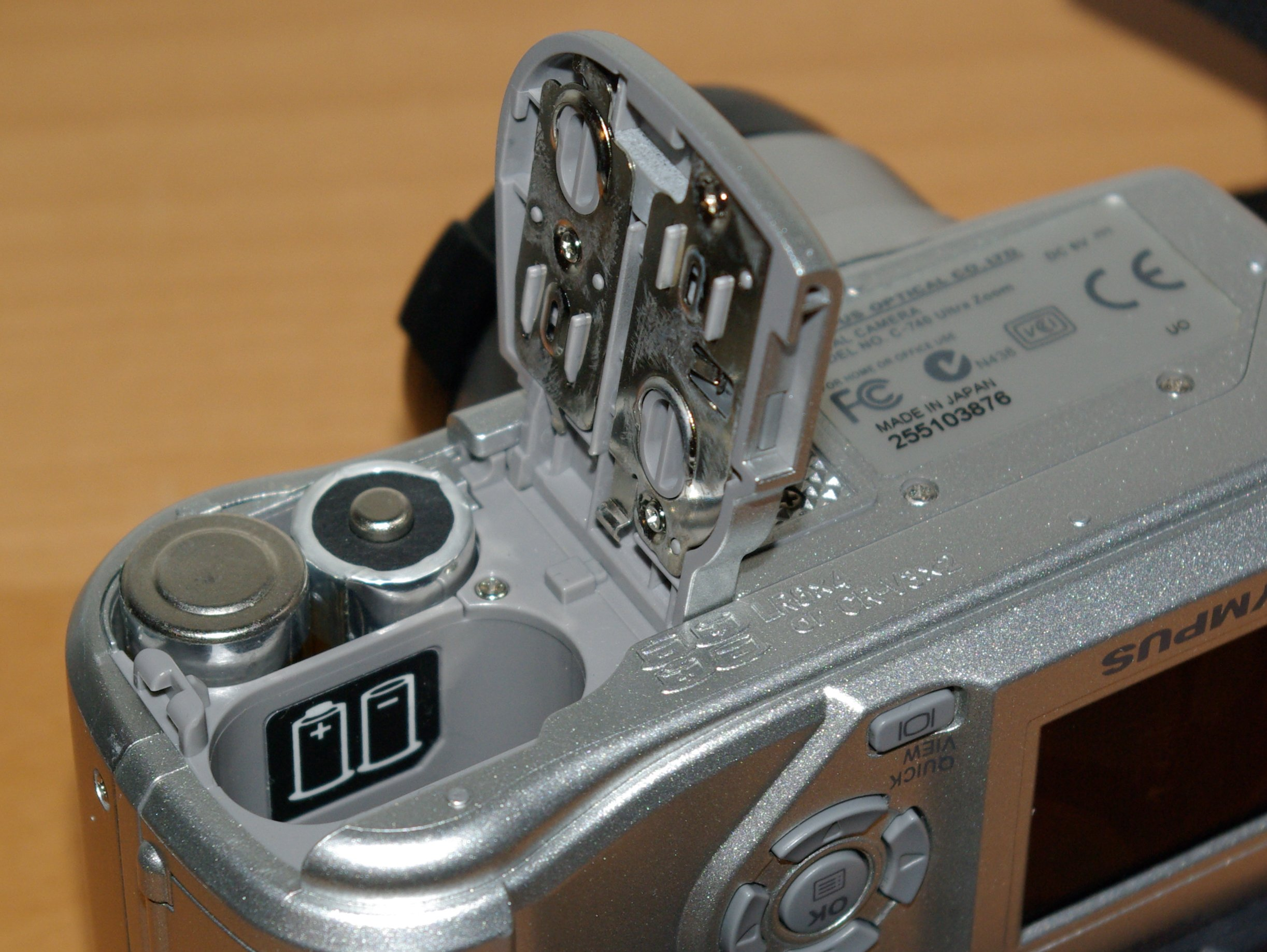
Podwójna komora baterii w aparacie cyfrowym firmy Olympus. Każda jest zaprojektowana na dwie baterie AA lub jedną CR-V3.

Są to baterie drogie – kosztują około 30 zł za sztukę (stan na sierpień 2015). Na jednej baterii można według zapewnień producentów wykonać od 300 do 650 zdjęć. Jako że baterie litowe gromadzą więcej energii w tej samej objętości, na jednej baterii CR-V3 można wykonać więcej zdjęć niż z zasilaniem dwiema bateriami alkalicznymi lub dwoma akumulatorkami AA.
Akumulatory RCR-V3
Na rynku dostępne są akumulatory litowo-jonowe i akumulatory litowo-polimerowe o napięciu 3,7 V i pojemności od 2400 do 4400 mAh.
Do ich ładowania potrzebne są specjalne ładowarki; ze względu na inną charakterystykę prądowo-napięciową nie można stosować ładowarek uniwersalnych.